# Mount Tsotsorkov
Der Mount Tsotsorkov (englisch; bulgarisch Цоцорков връх Zozorkow wrach) ist ein felsiger, teilweise vereister, in nord-südlicher Ausrichtung 7,6 km langer, 3 km breiter und 1600 m hoher Berg an der Oskar-II.-Küste des Grahamlands auf der Antarktischen Halbinsel. Er ragt 11,15 km ostsüdöstlich des Mount Inverleith und 21 km nordwestlich des Travnik Buttress aus den nordwestlichen Ausläufern des Forbidden Plateau auf. Der Bagshawe-Gletscher liegt südwestlich, die Andvord Bay mit der Lester Cove nördlich von ihm.
Britische Wissenschaftler kartierten ihn 1980. Die bulgarische Kommission für Antarktische Geographische Namen benannte ihn 2014 nach dem bulgarischen Unternehmer Latschesar Zozorkow († 2017) für dessen Unterstützung des bulgarischen Antarktisprogramms.